# الموضح في التفسير (كتاب)
الموضح في التفسير، هو كتاب ألفه أبو النصر أحمد بن محمد بن أحمد السمرقندي الحدادي، جاء الكتاب لبيان وتفسير الكلمات الغريبة في القرآن الكريم، فليس الكتاب في تفسير القرآن كله، وإنما لبيان معاني الكلمات الغريبة فيه فقط، وقد أكثر من الاستشهاد بأبيات الشعر العربي، فلا يكاد يذكر معنى إلا ويستشهد له ببيت من الشعر يؤيد كلامه. بدأ المؤلف كتابه بذكر سورة البقرة والكلمات الغريبة فيها، ثم ذكر مثل ذلك عن غالب سور القرآن الكريم.

## نبذة عن المؤلف
أبو النصر أحمد بن محمد بن أحمد السمرقندي الحدادي شيخ الإقراء، تلقى العلم عن جمع كبير من العلماء، منهم: أبو يحيى محمد بن سليمان الخياط، وأبو القاسم الفسطاطي، وأبو القاسم الضرير، والخزاز، وأبو حفص الكتاني، والمؤلف له عدة مؤلفات منها: المدخل لعلم تفسير كتاب الله، والموضح في علم التفسير، والغنية في القراءات، وقد توفي بعد الأربعمائة.
قال عنه ابن الجزري: «إمام بارع ناقل رحال».

## منهجه في الكتاب
يبدأ المؤلف السورة بذكر الكلمة الغريبة المراد شرحها، ولا يكتفي بذكر الكلمة بل يذكر جزءا من الآية، ثم يبين معنى ما يريد بيانه، ثم يستشهد لما يقول ببيت من الشعر.
ومما يميز الكتاب أنه احتوى الكتاب على معزم سور القرآن الكريم، وكذلك استشهاد المؤلف بالشعر العربي وإكثاره من ذلك، فهو مصدر مهم للشواهد الشعرية في القرآن الكريم، وتطرق المؤلف لبعض المباحث النحوية واللغوية عند الكلام عن غريب القرآن الكريم.
بدأ المؤلف كتابه بذكر سورة البقرة والكلمات الغريبة فيها، ثم ذكر مثل ذلك عن غالب سور القرآن الكريم، ولم يذكر من سور القرآن الآتي: (المؤمنون، النمل، لقمان، الأحزاب، فاطر، الزخرف، الدخان، الغاشية، الأحقاف إلى الحجرات، الذاريات، الطور، الحشر، الممتحنة، الصف، الجمعة، المنافقون، التغابن، الطلاق، التحريم، الملك، المزمل، القيامة، الإنسان، التكوير، الانفطار، المطففين، البروج، الطارق، الأعلى، الغاشية، الفجر، البلد، الشمس، الليل، الشرح، القدر، البينة، الزلزلة، التكاثر، العصر، الهمزة، قريش، الماعون، الكوثر، النصر، المسد، الفلق، الناس) وذكر ما سوى ذلك من سور القرآن الكريم التي تبلغ 114 سورة.

## مميزات الكتاب
- احتوى الكتاب على معظم سور القرآن الكريم.
- استشهاد المؤلف بالشعر العربي وإكثاره من ذلك، فهو مصدر مهم للشواهد الشعرية في القرآن الكريم.
- تطرق لبعض المباحث النحوية واللغوية عند الكلام عن غريب القرآن الكريم.

## طبعات الكتاب
طبعة دار القلم بتحقيق صفوان عدنان داوودي، طبع عام 1408هـ.

## المؤلفات في معاني القرآن اللغوية والنحوية والإعرابية
ألف في هذا الفن عدد من العلماء، ومن هذه المؤلفات:
- معاني القرآن لأبي جعفر الرؤاسي.
- معاني القرآن للكسائي.
- معاني القرآن لأبي زيد الأنصاري.
- معاني القرآن للفراء.
- معاني القرآن للزجاج.[4]